# 유엔 안전 보장 이사회 결의 제1970호
유엔 안전 보장 이사회 결의 제1970호는 2011년 2월 26일 유엔 안전 보장 이사회에서 채택된 결의안으로 리비아 사태에 대한 무아마르 카다피 정권의 무력 행사에 대한 비난과 이에 대한 국제 공조를 촉구하는 내용을 담고 있다.
유엔 안전 보장 이사회는 이번 회의에서 사상 최초로 안전 보장 이사회 결의를 만장일치로 통과한 국가에 대해서 안전 보장 이사회 결의를 국제 형사 재판소로 회부하는 것에 동의하였다.

## 배경
2011년 리비아 내전에서 카다피군은 트리폴리의 민간인 시위자들에게 공습을 감행했다. 이러한 조치는 국제 사회의 공분을 야기했다. 반카다피 세력측 외교관이 항의하였으며, 이에 유엔 안전 보장 이사회는 결의 1970을 채택하였다.

## 채택
프랑스, 독일, 영국, 미국이 제안한 결의 1970은 오랜 토론 끝에 채택되었다. 카다피 정부측의 리비아 유엔 대사인 압델 라만 샬감은 안보리에 호소(appeal)했다. 그는 이러한 ICC 수사개시촉구가 상황을 악화시킬 것이라는 우려를 표시한 후에, 중국. 인도, 러시아를 설득했다. 러시아는 리비아에 대한 개입의 근거로서 이 결의가 사용되지 못한다는 조항을 확실하게 못박았다. 리비아 비행금지구역을 포함한 문제에 대해 리비아 대사가 제안한 다른 조항은 채택거부되었다.

## 결의

### 관찰 Observations
결의 서문에, 안보리는 민간인에 대한 군사력 사용에 대해 심각한 우려(grave concern)를 표시했다. 또한 인권의 유린, 폭력을 조장하는 리비아 정부에 대해 비난했다. 안보리는 아랍연맹, 아프리카동맹, 이슬람협력조직, 유엔인권이사회의 비난 성명을 환영했다. 그러한 시민에 대한 군사적 공격은 반인도적 범죄가 된다고 보았다. 난민 상황, 의약품 부족, 재외국민(foreign national)들의 복지에 대한 우려를 표명했다.
안보리는 리비아 정부가 그들의 국민들을 보호할 책임이 있으며, 집회의 자유, 표현의 자유, 언론의 자유를 존중해야 한다고 상기시켰다. 더불어서, 리비아 정부는 시민들에 대한 공격의 책임을 져야한다는 점을 상기시켰다.
결의는 안보리에 이 문제가 회부된 후 12개월 동안, ICC가 어떤 수사나 기소도 하지 않았음을 상기시켰다. 동시에, 안보리는 ICC가 국제평화와 국제안보를 관리할 역할이 있음을 인정했다.

### 조치 Acts
유엔헌장 제7장 제42조 유엔 안보리 군사적재제조치 결의는 법적 강제력이 없는 권고의 의미인 반면에, 제41조 유엔 안보리 비군사적제재조치 결의는 유엔 회원국들에게 법적 강제력을 갖는다. 이번 결의에서는 41조조치를 하였다.

#### 여행금지
카다피 정부측 사람들에게 유엔 안보리의 여행금지조치가 내려졌다:
- Dr Abdulqader Mohammed Al-Baghdadi, 혁명위원회 연락사무소장
- Abdulqader Yusef Dibri, 카다피의 경호실장
- Abu Zayd Umar Dorda, 해외안보조직 책임자
- Abu Bakr Yunis Jabir, 이성장군(Major General), 국방장관
- Matuq Mohammed Matuq, Secretary for Utilities
- Sayyid Mohammed Qadhaf Al-dam, 카다피의 사촌
- Ayesha al-Gaddafi, 카다피의 딸
- Hannibal Muammar al-Gaddafi, 카다피의 아들
- Khamis Gaddafi, 카다피의 아들, 카미스 여단장
- Muhammad al-Gaddafi, 카다피의 아들
- Muammar Gaddafi, 육군총장
- Moatessem-Billal al-Gaddafi, 카다피의 아들, 국가안보보좌관
- Al-Saadi al-Gaddafi, 카다피의 아들, 특수부대사령관
- Saif al-Arab al-Gaddafi, 카다피의 아들
- Saif al-Islam Muammar al-Gaddafi, 카다피의 아들, 카다피재단 책임자(Director)
- Abdullah Senussi, 대령(Colonel), 카다피의 처남, 군사정보 책임자(Director)

#### 자산동결

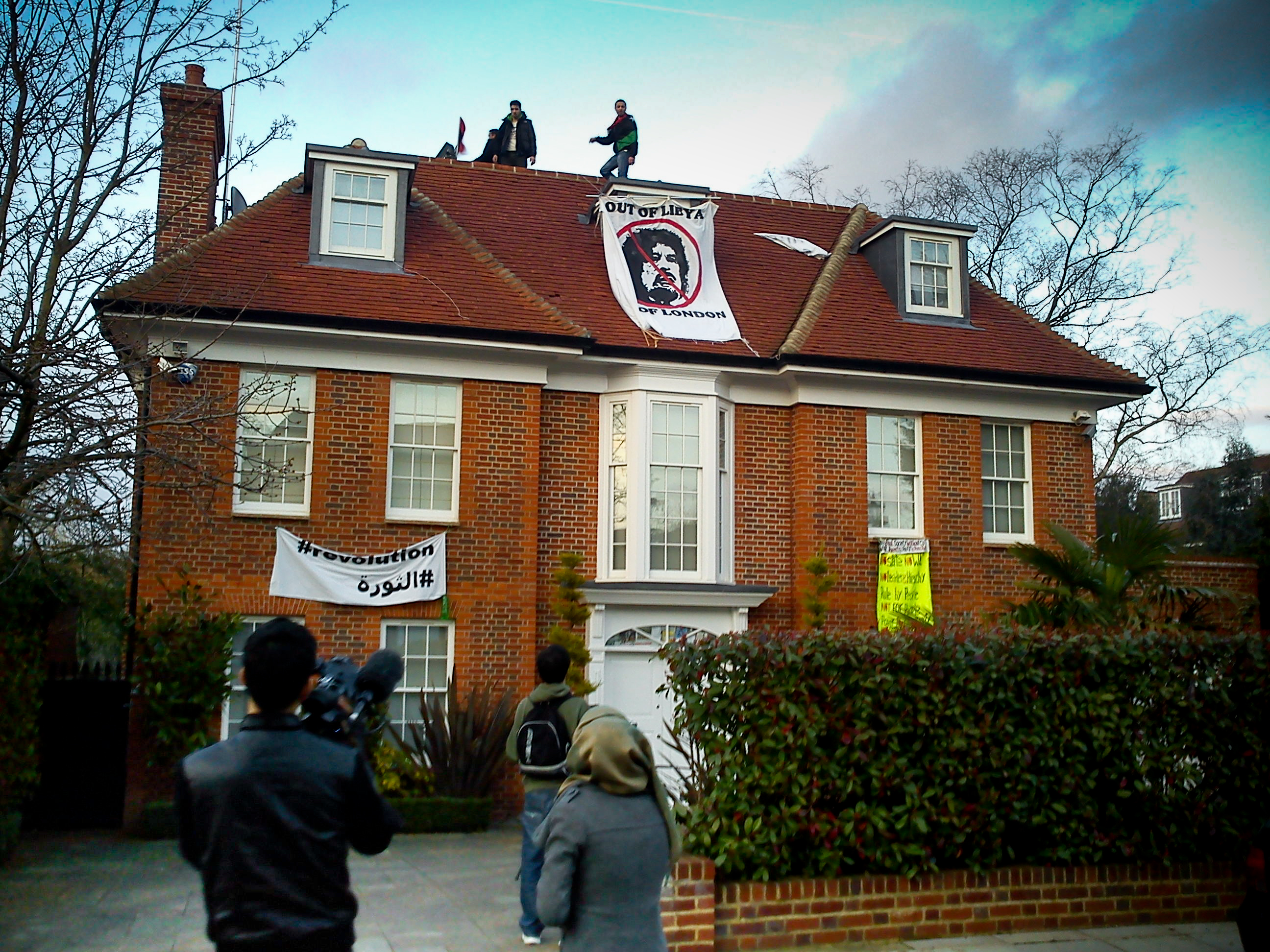
사이프 알 이슬람 카다피의 런던 주택이 항의자들에 의해 점거되었다.

여행금지가 된 카다피 가족들의 재산들이 동결되었다:
- Ayesha al-Gaddafi
- Hannibal Muammar al-Gaddafi
- Khamis Gaddafi
- Muammar Gaddafi
- Moatessem-Billal al-Gaddafi
- Saif al-Islam Muammar Al-Gaddafi

## 인용
1. ↑  “In swift, decisive action, Security Council imposes tough measures on Libyan regime, adopting Resolution 1970 in wake of crackdown on protesters”. United Nations. 2011년 2월 26일.
2. ↑  “India backs UN sanctions against Libya”. 《Times of India》. 2011년 2월 27일. 2012년 5월 25일에 원본 문서에서 보존된 문서. 2011년 4월 14일에 확인함.
3. ↑  “UN Security Council slaps sanctions on Libya”. 《Times of India》. 2011년 2월 27일. 2012년 5월 25일에 원본 문서에서 보존된 문서. 2011년 9월 28일에 확인함.
4. 1 2  “UN Security Council imposes sanctions against Gaddafi, associates”. 《Vanguard (Nigeria)》. 2011년 2월 27일. 2011년 3월 2일에 원본 문서에서 보존된 문서. 2011년 9월 28일에 확인함.
5. 1 2  Lynch, Colum (2011년 2월 26일). “U.N. votes to impose sanction on Gaddafi”. 《워싱턴 포스트》.
6. ↑  “UN orders sanctions on Kadhafi over crackdown”. 《Bangkok Post》. 2011년 2월 27일.
7. ↑  Snow, Anita (2011년 2월 27일). “UN slaps sanctions on Gaddafi”. Independent Online (South Africa).

## 같이 보기
- 보호책임
- 유엔 안전 보장 이사회 결의 제1973호